# Maciej Sikała

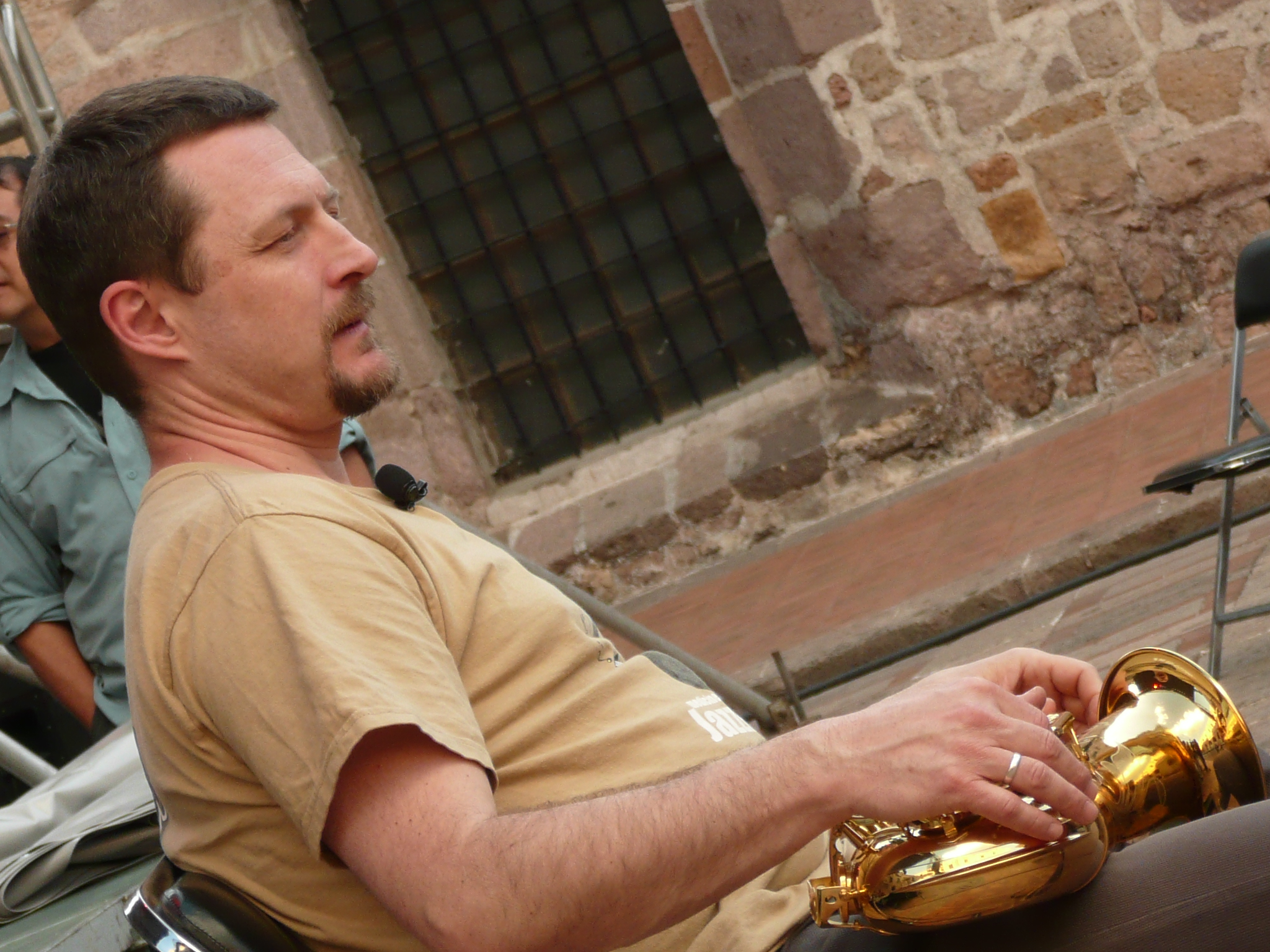
Maciej Sikała, Morelia 2010

Maciej Sikała (ur. 7 września 1961 w Gdańsku) – polski saksofonista tenorowy i sopranowy, kompozytor, pedagog

## Życiorys

### Wykształcenie muzyczne
Naukę muzyki rozpoczął w 1973 roku w Państwowej Szkole Muzycznej im. Grażyny Bacewicz w Gdańsku-Wrzeszczu, którą ukończył w klasie klarnetu w 1979 roku. Potem przez cztery lata uczęszczał do Państwowej Szkoły Muzycznej II st. im. Fryderyka Chopina w Gdańsku-Wrzeszczu, którą ukończył w 1983 roku w klasie klarnetu Mieczysława Andrzeja Pietrasa. W 1987 roku ukończył studia na Wydziale Jazzu i Muzyki Rozrywkowej Akademii Muzycznej im. Karola Szymanowskiego w Katowicach (w klasie saksofonu Jerzego Jarosika), uzyskując tytuł magisterski.

### Życie koncertowe
Nagrywał i koncertował z Lesterem Bowiem, Reggiem Workmanem, Dolphem Castelano, Milesem Griffithem, Davidem Liebmanem, Clarence’em Seayem, Ronniem Burragem, Billym Hartem, Joanne Brackeen, Kennym Wheelerem, Wojciechem Niedzielą, Arturem Dutkiewiczem, Janem Ptaszynem Wróblewskim, Henrykiem Miśkiewiczem i Leszkiem Możdżerem. W kwietniu 2004 roku wziął udział w trasie koncertowej amerykańskiego saksofonisty Billy Harpera. Koncertował w Niemczech, na Litwie, w Rosji, Mołdawii, Francji, Rumunii, Bułgarii i Macedonii.

## Zespoły
- Zespół Miłość,
- Kwintet Piotra Wojtasika,
- Kwartet Piotra Rodowicza,
- Kwintet i Sextet Leszka Możdżera,
- Vintage Band,
- Sopot – Hamburg Jazz Quintet,
- Kwartet Artura Dutkiewicza,
- Kwartet Wojciecha Niedzieli
- Custom Trio Krzysztofa Kapela
- Tomek Grochot Quintet
- Robert Chyła Quartet
- Lesław Możdżer Sextet
- Maciek Grzywacz Quartet
- Ilona Damięcka Quintet
- Eljazz Big Band

## Własne formacje
- „Maciej Sikala Trio” z Piotrem Lemańczykiem – kontrabas i Tomaszem Sowińskim – perkusja (powstało w 1998)
- Kwartet z Piotrem Lemańczykiem – kontrabas, Tomaszem Sowińskim – perkusja i Cezarym Paciorkiem – akordeon
- Kwartet akustyczny ASAF z Michałem Barańskim – double-bass, Piotrem Jankowskim – drums, Joanną Tomaszewską-Gajda – piano
- Trio z Piotrem Lemańczykiem – kontrabas i Tylerem Hornby – perkusja
- Trio z Pawełem Tomaszewskim – organy, Sebastianem Kuchczyńskim – perkusja

## Dyskografia
Maciej Sikała ma na koncie ponad 60 płyt.

### Płyty autorskie
- Maciej Sikała Blue Destinations (1998, PowerBros, 2004)
- Maciej Sikała The Sheep Is Found – Odnaleziona Owieczka (Not Two, 2001) – płyta nominowana do nagrody „Fryderyk 2001”
- Maciej Sikała Another One For... (BCD Records, 2006)
- Maciej Sikała Trio „Maciej Sikała Trio” (BCD Records, 2009)[3][4]
- Maciej Sikała Septet – Live in Klub Żak (Soliton, 2017)

### Inne nagrania
Z zespołem „Miłość”:
- Miłość – Taniec smoka (Gowi Records, 1994, Biodro Records, 2009)
- Miłość & Lester Bowie – Not Two (Gowi Records, 1995)
- Miłość – Asthmatic (Gowi Records, 1996)
- Miłość / Tymon i Trupy – Muzyka do filmu Sztos (Gowi Records, 1997)
- Miłość & Lester Bowie – Talkin’ About Life and Death (Biodro Records, 2000)

Z innymi wykonawcami:
- Kazimierz Jonkisz – XYZ (Poljazz, 1984)
- Fiesta – Fiesta (Polskie Nagrania – Muza, 1987)
- Wojciech Gąssowski – Party (Polskie Nagrania – Muza, 1988)
- Alex Band – Hits of the World 2 (Polskie Nagrania – Muza, 1988)
- Eryk Kulm & Quintessence – Infinity (1994)
- Leszek Kułakowski Sextet – Black & Blue (Polonia Records, 1994)
- Vintage Band – Live in Eskulap (Polonia Records, 1994)
- Piotr Wojtasik – Lonely Town (Power Bros Records, 1995)
- Eryk Kulm & Quintessence – Live at Jazz Jamboree 1995 (1995)
- Piotr Rodowicz Quartet – Mingus Mingus (Gowi Records, 2001 – recorded 1995)
- Lesław Możdżer Sextet – Talk to Jesus (Gowi Records, 1996)
- Krzysztof Herdzin – Chopin (Polonia Records, 1996)
- Leszek Kułakowski Quintet – Interwały (Polonia Records, 1996)
- Leszek Dranicki – Duet (Gowi Records, 1996)
- Vintage Band – Spekulacje (1997)
- Guilherme Coimbra – Ipanema Rainbow (Power Bros, 1997)
- Sopot-Hamburg Jazz Quintet – Sopot-Hamburg Jazz Quintet (Not Two, 1998)
- Orange Trane – My Personal Friend (Not Two, 1998)
- Jacek Kochan – Alberta (Gowi Records, 1998)
- Piotr Wojtasik Quintet – Escape (Power Bros Records, 1999)
- Jazzmani Janowi Pawłowi II – Koncert droga do ciebie (Sopockie Stowarzyszenie Jazzowe, 1999)
- Chór Cerkiewny Ks. Jerzego Szurbaka oraz Henryk Miśkiewicz i Maciej Sikała – Mistrz i Małgorzata (ADI Art Galeria, 2000)
- Wojciech Niedziela – To Kiss the Ivories (Polonia Records, 2000)
- Cezary Paciorek – Nade wszystko (Polonia Records, 2001)
- Piotr Wojtasik – Hope (Power Bros Records, 2001)
- Custom Trio – Back Point (Not Two, 2002)
- Sławek Jaskułke Trio feat. Maciej Sikała – Live Gdynia Summer Jazz Days 2001 (Allegro Records, 2002)
- Halina Zimmermann – Round Midnight Live (Solar Records, 2003)
- Piotr Lemańczyk – Follow the Soul (Allegro Records, 2003)
- ASAF – ASAF (Missio Musica, 2004)
- Krzysztof Puma Piasecki – Wild Cats (Polskie Radio Opole,2006)
- Maciek Grzywacz – Forces Within (EMG, 2006)
- Piotr Kałużny i jego goście – benefis w klubie Pod Pretekstem (Music Collection Agency, 2006)
- Maciej Sikała & Leszek Dranicki – Kolędy jazzowe na głos, saksofon i gitarę (Centrum Kultury Dodatniej, 2008)
- Jarek Śmietana Band – Psychedelic. Music of Jimi Hendrix (JSR Records, 2009)
- Artur Dyro – Executive Summary (Artur Dyro, 2009)
- Bogusław Grabowski & Maciej Sikała – The Colours of Space for Organ & Saxophone (MTS, 2009)
- Piotr Lemańczyk – Naha People (Soliton, 2009)
- Jarek Śmietana & Wojtek Karolak – I Love the Blues (JSR Records, 2011)
- Józef Eliasz & Eljazz Big-Band – In the Rhythm of Chopin (DUX Recording Producers, 2011)
- Maciej Sikała, Piotr Lemańczyk, Tyler Hornby – Able to Fly (Soliton, 2011)
- Maciej Sikała, Michał Wierba, Mikołaj Budniak i Sebastian Kuchczyński – Jazz night with Maciej Sikała – koncert live in Polskie Radio Trójka (Polskie Radio, 2011)
- Kuba Stankiewicz – Spaces (KSQ, 2012)
- Piotr Lemańczyk – Guru (Soliton, 2012)
- Janusz Mackiewicz – Elec-Tri-City (Bittt, 2013)
- Adam Golicki – Ad Shave (BCD Records, 2015)
- Jacek Pelc Band – On the Road (Jacek Pelc Records, 2016)
- Michał Wierba – Body Language (ForTune, 2016)
- Cezariusz Gadzina – Mosty (Universal Music Polska, 2017)
- Piotr Schmidt Quartet – Saxesful (SJ Records, 2018)
- Leszek Kułakowski / Maciej Sikała – Red Ice (Soliton, 2019)
- Q YA VY – II (YA ZZ Records 001, 2019)
- ASAF – Silent Prayer (Soliton, SL 669-2, 2020)

## Udział w festiwalach
- 35. Jazz Jamboree (1993)
- Summer Jazz Festival w „Piwnicy pod Baranami” w Krakowie
- 3. Off Jazz Festivalu w Tczewie
- Sopocki Festiwal Jazzowy – Skok Jazz Sopot
- Festiwal Muzyki Inspirowanej Folklorem „Dźwięki Północy” w Gdańsku (2002)
- Róże Jazz Festival w Zielonej Górze (2007)
- Festiwal „JazzGdyni” (2007) w Gdyni
- Zaduszki Jazzowe w Kielcach 2007)
- Artus Jazz Festiwal w Toruniu (2008)
- Międzynarodowy Festiwal Jazzowy „Gdańskie Noce Jazsowe” w Gdańsku (2009)
- Międzynarodowy Festiwal Jazzowy „Jazz w Lesie” w Sulęczynie
- Mozartiana 2009 w Gdańsku
- Jazz Jantar 2009, 2011 w Gdańsku
- EuroJazz 2010 w Madrycie
- Muzeum Jazz Festival 2011 w Gorzowie Wielkopolskim
- RCK Pro Jazz Festiwal w Kołobrzegu (w 2011 roku jako gwiazda)
- Sopot Polnord Festival

## Działalność pedagogiczna
- Akademia Muzyczna im. Stanisława Moniuszki w Gdańsku – kierunek: Jazz i Muzyka Estradowa (saksofon jazzowy)[5]
- Akademia Muzyczna im. Feliksa Nowowiejskiego w Bydgoszczy (saksofon jazzowy)[6]
- Warsztaty jazzowe „Missio Musica” w Ostródzie
- Międzynarodowe Chodzieskie Warsztaty Jazzowe – Cho-jazz (Chodzież)
- Międzynarodowy Wakacyjny Kurs Big-bandów (Nysa)
- Warsztaty jazzowe (Pułtusk)
- Warsztaty jazzowe (Puławy)

## Inna działalność
- Przewodniczący jury XIII Ogólnopolskiego Przeglądu Młodych Zespołów Jazzowych i Bluesowych w Gdyni (2010)
- Członek Jury IV Bydgoszcz Big Band Festiwalu w Bydgoszczy (2010)[7]
- Przewodniczący jury II Ogólnopolskiego Konkursu Muzyki Jazzowej w ramach RCK Pro Jazz Festiwal w Kołobrzegu (2011)

## Nagrody i wyróżnienia
- I miejsce na Międzynarodowym Konkursie Improwizacji Jazzowej w Katowicach (1986)
- I miejsce w ankiecie czytelników miesięcznika „Jazz Forum” w kategorii saksofonu tenorowego (1995–2005)[8] oraz w kategorii saksofonu sopranowego (2001)
- Nagroda Muzyczna Programu Trzeciego – „Mateusz” (1996)
- Nominacja do Nagrody Muzycznej „Fryderyk 2001” w kategorii Jazzowy Muzyk Roku (2001)
- Nagroda Prezydenta Miasta Gdańska w Dziedzinie Kultury z okazji jubileuszu 20-lecia pracy artystycznej (2002)[9]
- Nagroda Prezydenta Miasta Gdańska w Dziedzinie Kultury z okazji jubileuszu 30 lat aktywności scenicznej (2012)[9]
- Brązowy Medal „Zasłużony Kulturze Gloria Artis” (2018)[10]